# Zwartsnavelpeperklauwier
De zwartsnavelpeperklauwier (Cyclarhis nigrirostris) is een zangvogel uit de familie Vireonidae (vireo's).

## Verspreiding en leefgebied
Deze soort komt voor in Colombia en Ecuador en telt twee ondersoorten:
- C. n. nigrirostris: centraal Colombia en oostelijk Ecuador.
- C. n. atrirostris: zuidwestelijk Colombia en westelijk Ecuador.

## Status
De grootte van de populatie is niet gekwantificeerd maar de soort wordt omschreven als schaars en met een versnipperde verspreiding. Op de Rode lijst van de IUCN heeft deze soort de status niet bedreigd.